# Madínat al-Harír
Madínat al-Harír (arabsky مدينة الحرير, což znamená v překladu „hedvábné město“, či „město hedvábí“) je navržená městská čtvrť ve městě Kuvajt na 250 kilometrech čtverečních v oblasti Subiya. Po výstavbě by se zde měl nacházet mrakodrap Burdž Mubarak al-Kabír, přírodní pouštní rezervace, bezcelní zóna, která bude vedle nového letiště, velké obchodní centra, konferenční prostory, sportovní plochy a prostory, které se soustředí na média, zdraví, školství a průmysl. „Hedvábné město“ bude obsahovat také četné turistické atrakce, hotely, lázně a veřejné zahrady. Město bude postaveno v jednotlivých fázích, přičemž stavba bude trvat dvacet pět let. Vývoj bude stát odhadem 25 miliard kuvajtských dinárů (~ 94 miliard USD). Výstavba byla vládou schválena 27. července 2008 a skutečně začala a to převážně základní infrastrukturou, která usnadní budoucí výstavbu budov ve městě. Odhaduje se, že projekt bude dokončen někdy v roce 2016, ovšem vzhledem k současné globální ekonomické krizi je velmi pravděpodobné, že bude výstavba pozastavena, podobně, jako se stalo v Dubaji u projektů jako Palm Islands, The World a dalších.
Hlavním lákadlem Madínat al-Harír je mrakodrap Burdž Mubarak al-Kabír, který by měl být 1001 metrů vysoký a měl by svým vzhledem připomínat arabské pohádky tisíce a jedné noci. Po dokončení tu dále bude také olympijský stadion, soukromé rezidence ap. Až 700 000 lidí by zde mělo najít svůj domov a s tím zde dle plánu vznikne i 450 000 nových pracovních míst. Areál je plánováno spojit s Kuvajtem přes kuvajtský záliv až 23,5 kilometrů dlouhým mostem, díky kterému by cesta z města sem měla trvat jen okolo sedmnácti minut namísto obvyklých jeden a půl hodiny jízdy.
Madínat al-Harír také plánuje vybudování velkého přístavu na největším ostrově v Kuvajtu, konkrétně Bubiyan Island. "Bubiyan Port", jak se bude jmenovat, bude sloužit zájmům velkých zemí na Blízkém východě a v Asii včetně Kuvajtu, Iráku a Íránu. Kromě toho bude přístav jedním z nejvýznamnějších námořních přístavů Střední Asie. 